# Регламент про рейтинг ESG
Регла́мент про ре́йтинг ESG — проєкт нормативно-правового акту Європейського Союзу щодо прозорости та чесности рейтингової діяльности з екологічного, соціального та корпоративного управління (ESG), метою якого є підвищення чіткости процесів рейтингу ESG в Європейському Союзі. Правила вперше були розроблені після 2020 року, а змінений проєкт був опублікований у 2023 році.
Запропоновані правила зосереджені на прозорості, а не на єдиній методології постачальників рейтингів ESG (ERP). У ньому докладно наведено набір визначень щодо ключових гравців рейтингу ESG, необхідного розкриття інформації та вимог до ERP третьої країни та системи нагляду під егідою ESMA, яка має стати єдиним наглядовим органом рейтингу ESG у ЄС.
Після звичайної законодавчої процедури з Радою Європейського Союзу та її підготовчими органами 14 липня 2023 року було опубліковано змінену версію пропозиції. Цю переглянуту пропозицію згодом було подано до Європейського парламенту для першого читання. Очікується, що його прийняття, у його нинішньому вигляді або з мінімальними поправками, стане вирішальним кроком у регуляції сталого фінансування в ЄС і в усьому світі.

## Історія
Європейський Союз запланував комплексний підхід, який включає нормативні акти, директиви та пропозиції, узгоджені з пакетом «Зеленої угоди» 2020 року та Планом дій ЄС щодо сталого фінансування.
У період з 2018 по 2022 рік Європейська комісія накопичила загалом 574 чинних законодавчих актів щодо ESG. Ця пропозиція регулювання висуває проблему щодо надійности рейтингу ESG та їх гарантій.
Серед цього пакету ініціатив регламент ЄС щодо таксономії та його делеговані акти мають на меті класифікувати сектори та види діяльності за їх екологічністю та чи є вони «узгодженими з таксономією», «відповідними таксономії» або мають «перехідний вплив» (Allessi & Battiston, 2023). Таким чином, це залежить від 2 осей: рівня прозорості та розкриття інформації, а також відповідності самого розкритого контенту стійким показникам, оновленим через делеговані акти.
Щоб покращити розкриття інформації, Директива про нефінансову звітність (NFRD) була переглянута Директивою про корпоративну звітність про сталий розвиток (CSRD) у січні 2023 року. Ця поправка розширила сферу нефінансової звітности, щоб охопити майже всі компанії, за кількома винятками, і запровадила більш детальні вимоги до розкриття інформації.
У лютому 2023 року Регламент про розкриття інформації про стабільне фінансування (SFRD) продовжує цей імпульс і застосовує фільтри до всіх учасників фінансового ринку (FMP), а також до їхніх фінансових продуктів, щоб класифікувати їх як «світло-зелені», якщо вони широко пов’язані з ESG (стаття 8) або «Темно-зелений» (стаття 9), якщо вони повністю віддані питанням сталого розвитку.
Таким же чином, з листопада 2023 року Регламент щодо стандартів зелених облігацій (EuGBS) додає та гарантує, що прибуток, отриманий від продажу зелених облігацій, ефективно спрямовується на «вирівняну таксономічну діяльність» і нагляд ESMA.
Згідно з чинною саморегульованою системою, що базується на добровільному розкритті інформації, інформація, яку отримують компанії та рейтингові фірми, часто є неповною та суперечливою. SFDR і NFDR/CSRD спрямовані на підвищення обов’язковости. Коли розкриття ESG стає обов’язковим, стандарти стають чіткішими, а звітність — послідовнішою та порівнянною.
Очікуваний регламент щодо прозорости та чесности рейтингової діяльності ESG (пропозиція в червні 2023 р.; ухвалення до середини 2024 р.) тепер має на меті підвищити прозорість, чесність, якість і незалежність постачальників рейтингів ESG (ERP) і контролювати їхню діяльність.

## Зміст
У пропозиції має бути врегульована спеціальна частина для поширення регулювання на провайдерів із третіх країн у ЄС. По-друге, він має окреслити умови для рейтингів ESG в ЄС. Новий регламент має наказати ESMA вести затверджений реєстр постачальників рейтингів ESG. Він має окреслити наглядові повноваження ESMA та співпрацю з національними органами. Заключні статті повинні надавати Комісії повноваження щодо делегованих актів, як це було у випадку таксономії ЄС.
Адміністративні санкції та інші адміністративні заходи
Згідно з пропозицією, ESMA має право вживати наглядових заходів, якщо виявить, що постачальник рейтингів ESG не виконав своїх зобов’язань. До них належать:
- Відкликання авторизації постачальника рейтингу ESG.
- Тимчасова заборона постачальнику рейтингів ESG надавати рейтинги ESG до припинення порушення.
- Призупинення використання рейтингів ESG, наданих постачальником рейтингів ESG, доки порушення не буде припинено.
- Прохання до постачальника рейтингу ESG припинити порушення.
- Накладення штрафів.[15]
- Видача публічних повідомлень.

Вживаючи заходів нагляду, ESMA має враховувати характер і серйозність порушення. Заходи повинні бути в будь-якому випадку ефективними, пропорційними та стримуючими.
Пропозиція запроваджує періодичні штрафні виплати як інструмент для того, щоб змусити постачальників рейтингів ESG або відповідних осіб виконувати раніше видані рішення, запити на інформацію або розслідування та перевірки.
Пропозиція також надає право на перегляд Судом Справедливости, якщо ESMA наклало штраф або періодичну пеню. Суд Справедливости має право переглядати таке рішення і може скасувати, зменшити або збільшити розмір штрафу або періодичної пені.